# 宮本秀明
宮本 秀明（みやもと しゅうめい、1996年7月24日 - ）は熊本県八代市出身の元プロ野球選手（内野手、外野手）。右投左打。

## 経歴

### プロ入り前
小学生時代から軟式野球を始め、中学生時代には、シニアリーグの熊本南シニアに所属した。
秀岳館高等学校への進学後は、2年時に遊撃手のレギュラーへ定着。松尾大河が入学した3年時に三塁手へ転向。対外試合で松尾と三遊間を組んだこともある。しかし、在学中は春夏とも、甲子園には出場できなかった。
高校卒業後にパナソニックへ入社すると、1年目から内野手として公式戦、2年目に社会人野球日本選手権大会へ出場。3年目から外野手に転向した。
2017年10月26日に行われたドラフト会議では、横浜DeNAベイスターズから内野手として7位指名を受け、契約金3,000万円、年俸750万円（金額は推定）という条件で入団。背番号は00。高校時代以来、松尾（2018年からの登録名は大河）と再びチームメイトになった。

### DeNA時代
2018年、公式戦の開幕を一軍で迎える。3月30日に行われた東京ヤクルトスワローズとの開幕戦（横浜スタジアム）では、9回裏に代打で公式戦デビューを果たした。その後も、代走や守備要員として起用。4月24日からの対広島東洋カープ3連戦（横浜）では、同25日の第2戦に一軍公式戦初安打を代打本塁打で放つと、同26日の第3戦では「2番・二塁手」としてスタメン起用され、2試合連続本塁打を記録した。しかし、5月下旬以降は一軍から遠ざかり、最終的に一軍公式戦全体で21試合に出場し、打率.160、2本塁打、2打点、4盗塁という成績にとどまった。イースタン・リーグ公式戦では、54試合の出場で打率.290、3本塁打、14打点、8盗塁をマーク。9月には出場12試合のうち、（複数安打5試合を含む）10試合で安打を放ち、5試合で複数安打を記録。リーグ2位の打率.370でファーム月間MVPを受賞した。内野手登録でありながら、同リーグの公式戦33試合で外野を守ったため、シーズン終了後の秋季キャンプでは首脳陣から外野手へのコンバートを通告された。
2019年、登録ポジションを正式に外野手へ変更。春季キャンプでは前年に続いて一軍で迎えたが、一軍での出場は代走としての1試合のみだった。
2020年、二軍で主に一番打者として67試合に出場し、打率.240、4本塁打、15盗塁（8盗塁死）という成績だった。一軍には10月27日に登録をされ、代走と外野の守備固めとして6試合に出場した。
2021年、代走のスペシャリストとしての役割を前年二軍監督を務めていた三浦大輔新監督から期待され、3年ぶりに開幕一軍でスタート。代走・守備固めを中心に自己最多の35試合に出場するも、走塁面では2盗塁2盗塁死と期待に応えることができず、一軍定着とはならなかった。二軍では55試合に出場し、リーグ2位の20盗塁を記録した。
2022年、チーム内での新型コロナウィルス陽性反応者続出に伴い、4月12日に一軍登録。1本塁打、2三塁打を記録するも、打率.139と安定感を欠き、6月3日に登録抹消となる。その後、二軍で好調を維持し8月7日に再登録されるも、守備範囲内のフライをグラブで弾くなど守備面で精彩を欠き、8月13日に登録抹消となる。最終的に二軍では規定打席未満ながら打率.347、OPS.977、リーグ3位の16盗塁を記録したが、チームの誇る厚い外野選手層に割り込めず、10月16日に戦力外通告を受けた。社会人野球や独立リーグからオファーはあったものの、NPBでのプレー続行を希望し、12球団合同トライアウトに参加した。

### 現役引退後
DeNA退団後は関内にあるバーに勤務している。
2024年4月からは神奈川県綾瀬市のさくらフィールド綾瀬で野球スクールを開校し、寺田光輝との二人体制で小中学生らへの指導を手掛ける。

## 選手としての特徴・人物
50メートル6秒の俊足、遠投100メートルの肩を備える。
DeNA1年目の2018年5月4日に二塁手として出場した対読売ジャイアンツ戦（横浜）では、0-0のスコアで迎えた4回表2死一二塁の守備で、岡本和真が一塁方向へ放った打球を追走中に突然転倒。しかし、すぐに立ち上がると、グラブの先端部で打球を捕る珍プレーで事なきを得た。

## 詳細情報

### 年度別打撃成績
| 年 度     | 球 団     | 試 合 | 打 席 | 打 数 | 得 点 | 安 打 | 二 塁 打 | 三 塁 打 | 本 塁 打 | 塁 打 | 打 点 | 盗 塁 | 盗 塁 死 | 犠 打 | 犠 飛 | 四 球 | 敬 遠 | 死 球 | 三 振 | 併 殺 打 | 打 率 | 出 塁 率 | 長 打 率 | O P S |
| --------- | --------- | ----- | ----- | ----- | ----- | ----- | -------- | -------- | -------- | ----- | ----- | ----- | -------- | ----- | ----- | ----- | ----- | ----- | ----- | -------- | ----- | -------- | -------- | ----- |
| 2018      | DeNA      | 21    | 25    | 25    | 6     | 4     | 0        | 0        | 2        | 10    | 2     | 4     | 1        | 0     | 0     | 0     | 0     | 0     | 8     | 1        | .160  | .160     | .400     | .560  |
| 2019      | DeNA      | 1     | 0     | 0     | 0     | 0     | 0        | 0        | 0        | 0     | 0     | 0     | 0        | 0     | 0     | 0     | 0     | 0     | 0     | 0        | ----  | ----     | ----     | ----  |
| 2020      | DeNA      | 6     | 5     | 5     | 1     | 2     | 0        | 0        | 0        | 2     | 0     | 0     | 1        | 0     | 0     | 0     | 0     | 0     | 3     | 0        | .400  | .400     | .400     | .800  |
| 2021      | DeNA      | 35    | 11    | 10    | 5     | 2     | 0        | 0        | 0        | 2     | 0     | 2     | 2        | 0     | 0     | 1     | 0     | 0     | 6     | 0        | .200  | .273     | .200     | .473  |
| 2022      | DeNA      | 29    | 39    | 36    | 6     | 5     | 0        | 2        | 1        | 12    | 2     | 0     | 0        | 1     | 0     | 2     | 0     | 0     | 8     | 2        | .139  | .184     | .333     | .518  |
| 通算：5年 | 通算：5年 | 92    | 80    | 76    | 18    | 13    | 0        | 2        | 3        | 26    | 4     | 6     | 4        | 1     | 0     | 3     | 0     | 0     | 25    | 3        | .171  | .203     | .342     | .545  |

### 年度別守備成績
| 年 度 | 球 団 | 二塁  | 二塁  | 二塁  | 二塁  | 二塁  | 二塁     | 外野  | 外野  | 外野  | 外野  | 外野  | 外野     |
| 年 度 | 球 団 | 試 合 | 刺 殺 | 補 殺 | 失 策 | 併 殺 | 守 備 率 | 試 合 | 刺 殺 | 補 殺 | 失 策 | 併 殺 | 守 備 率 |
| ----- | ----- | ----- | ----- | ----- | ----- | ----- | -------- | ----- | ----- | ----- | ----- | ----- | -------- |
| 2018  | DeNA  | 10    | 9     | 14    | 1     | 2     | .958     | -     | -     | -     | -     | -     | -        |
| 2020  | DeNA  | -     | -     | -     | -     | -     | -        | 4     | 3     | 0     | 0     | 0     | 1.000    |
| 2021  | DeNA  | -     | -     | -     | -     | -     | -        | 19    | 3     | 0     | 0     | 0     | 1.000    |
| 2022  | DeNA  | -     | -     | -     | -     | -     | -        | 12    | 14    | 0     | 0     | 0     | 1.000    |
| 通算  | 通算  | 10    | 9     | 14    | 1     | 2     | .958     | 35    | 10    | 0     | 0     | 0     | 1.000    |

### 記録
初記録
- 初出場：2018年3月30日、対東京ヤクルトスワローズ1回戦（横浜スタジアム）、9回裏に田中健二朗の代打で出場
- 初打席：同上、9回裏にマット・カラシティーから二飛
- 初盗塁：2018年4月12日、対読売ジャイアンツ3回戦（東京ドーム）、8回表に二盗（投手：宮國椋丞、捕手：小林誠司）
- 初安打・初本塁打・初打点：2018年4月25日、対広島東洋カープ5回戦（横浜スタジアム）、岡田明丈から左越ソロ
- 初先発出場：2018年4月26日、対広島東洋カープ6回戦（横浜スタジアム）、2番・二塁手で先発出場

### 背番号
- 00（2018年 - 2022年）